# Braderochus retrospinosus
Braderochus retrospinosus är en skalbaggsart som först beskrevs av Auguste Lameere 1916.  Braderochus retrospinosus ingår i släktet Braderochus och familjen långhorningar. Inga underarter finns listade.